# Perivaldo Dantas
Pour les articles homonymes, voir Dantas.
Perivaldo Dantas, dit Perivaldo, né le 12 juillet 1953 à Itabuna et mort le 27 juillet 2017 à Rio de Janeiro, est un footballeur international brésilien qui évolue au poste de défenseur.

## Biographie
Perivaldo Dantas joue plus de 100 matchs en première division brésilienne.
De 1981 à 1982, il compte deux sélections avec l'équipe du Brésil, contre l'Espagne (victoire 1-0) puis la Tchécoslovaquie (match nul 1-1).
Il décède le 27 juillet 2017 à Rio de Janeiro à l'âge de 64 ans, victime d'une pneumonie.

## Palmarès
- São Paulo
  - Championnat de São Paulo
    - Vainqueur en 1981